# Poço Fundo
Poço Fundo este un oraș în Minas Gerais (MG), Brazilia.